# Portogruaro
Portogruaro – miejscowość i gmina we Włoszech, w regionie Wenecja Euganejska, w prowincji Wenecja.
Według danych na rok 2004 gminę zamieszkiwało 23 526 osób, 230,6 os./km².
W Portogruaro urodził się biskup Angelo Tarantino.

## Miasta partnerskie
- Ejea de los Caballeros
- Marmande